# Garb Włodawski
Garb Włodawski (845.15) – mezoregion fizycznogeograficzny we wschodniej Polsce, część Polesia Podlaskiego, położona między Zaklęsłością Sosnowicką na północy a Równiną Łęczyńsko-Włodawską na południu. Sąsiaduje od wschodu z Doliną Środkowego Bugu, która wyznacza jednocześnie granicę państwową z Białorusią.
Region jest płaską, asymetryczną wysoczyzną polodowcową, stromo opadającą ku południu, łagodniej ku północy. Podłoże regionu zbudowane jest z zdenudowanej gliny zwałowej, pod którą występują margle kredowe. W kilku miejscach rozcinają powierzchnię głębokie rynny erozyjne o założeniach tektonicznych. Garb Włodawski ma kilkadziesiąt metrów wysokości względnej, przy czym w najwyższym miejscu osiąga 212 m n.p.m.
Obszar odwadniany jest przez niewielkie cieki, głównie dopływy Włodawki i Hanki (zlewnia Bugu). Wody podziemne pierwszego poziomu występują w plejstoceńskich osadach glacjalnych (piaski, żwiry) i peryglacjalnych (piaski, mułki), podrzędnie w utworach holoceńskich (torfy, namuły).
Pokrywę glebową tworzą głównie gleby bielicowe i rdzawe, rozwinięte na utworach polodowcowych (piaskach luźnych, słabogliniastych i gliniastych), a także gleby płowe wytworzone z glin zwałowych i piasków naglinowych. W dnach dolin rzecznych oraz zagłębień bezodpływowych występują gleby gruntowo-glejowe oraz torfowe. 
Znaczną (ponad 50%) powierzchnię mezoregionu zajmują lasy, zdominowane przez kontynentalne bory mieszane sosnowo-dębowe. Podrzędnie występują także grądy subkontynentalne odmiany środkowopolskiej, zaś płatowo suboceaniczne bory sosnowe.
Mimo dominacji lasów jest to obszar typowo rolniczy. Najważniejszą miejscowością (od której pochodzi nazwa regionu) jest miasto Włodawa.